# جيمس ثوربر
جيمس غروفر ثوربر (بالإنجليزية: James Grover Thurber) (8 ديسمبر 1894 - 2 نوفمبر 1961) هو رسام كارتون أمريكي ومؤلف وفكاهي وصحفي وكاتب مسرحي ومؤلف كتب أطفال معروف بذكائه. اشتهر برسومه الكارتونية والقصص القصيرة التي نُشرت في مجلة نيويوركر، والتي جُمعت في كتبه العديدة كقصة «موقع السلطة». كان أحد أشهر الفكاهيين في وقته، واحتفى بالإحباطات الهزلية وغرابة أطوار الناس العاديين. كتب مسرحية برودواي الكوميدية الحيوان الذكر بالتعاون مع صديقه الجامعي إليوت نوغينت، وحُوّلت فيما بعد إلى فيلم من بطولة هنري فوندا وأوليفيا دي هافيلاند. حُوّلت قصته القصيرة بعنوان «حياة والتر ميتي السرية» إلى فيلم مرتين، واحدة في عام 1947 والأخرى في عام 2013.

## حياته
وُلد ثوربر في 8 ديسمبر 1894 في مدينة كولومبوس بولاية أوهايو، لوالديه تشارلز ل. ثوربر وماري آغنيس «مام» (فيشر قبل الزواج) ثوربر. كان لوالديه أثر كبير على أعماله. عمل والده كاتبًا بصورة متقطعة وكان سياسيًا صغيرًا يطمح بأن يصبح محاميًا أو ممثلًا. وصف ثوربر والدته بأنها «كوميدية بالفطرة» و«أحد أفضل المواهب الكوميدية التي أظن أنني عرفتها على الإطلاق». كانت ظريفة في الواقع، ففي إحدى المرات تظاهرت بأنها عاجزة وحضرت جلسة معالجة بالإيمان فقط لتقفز وتُعلن شفائها.
كان جيمس يلعب لعبة وليام تيل مع أحد أشقائه عندما كان في السابعة من عمره، وأصابه شقيقه بسهم في عينه. فقد جيمس تلك العين، وتسببت الإصابة فيما بعد بإصابته بالعمى الكامل تقريبًا. لم يتمكن من المشاركة في الرياضة وغيرها من الأنشطة في طفولته بسبب هذه الإصابة، لكنه طوّر فكرًا خلاقًا وظفه في التعبير عن نفسه في الكتابات. أشار طبيب الأعصاب فليانور سبرمانيان راماتشاندران إلى أنه يمكن تفسير مخيلة ثوربر جزئيًا بمتلازمة شارل بونيه، وهي حالة عصبية تتسبب بهلوسات بصرية معقدة لدى الأشخاص الذين يعانون من مستوى معين من الفقد البصري. (كان هذا هو أساس مقطوعة «الأدميرال على العجلة»).
من عام 1913 إلى 1918، التحق ثوربر بجامعة ولاية أوهايو حيث كان عضوًا في أخوية فاي كابا ساي. استأجر خلال هذه الفترة منزلًا في جادة جيفرسون 77، والذي أصبح منزله في عام 1984. لم يتخرج من الجامعة لأن ضعف نظره حال دون التحاقه بدورة تدريب ضباط الاحتياط الإلزامية. في عام 1995، مُنح الدرجة الجامعية بعد وفاته.
من عام 1918 إلى 1920، عمل ثوربر كاتب رموز لوزارة الخارجية الأمريكية، بداية في واشنطن العاصمة ثم في السفارة في باريس. عقب عودته إلى كولومبوس، بدأ مسيرته كمراسل لصحيفة ذا كولومبوس ديسباتش من عام 1921 إلى 1924. في إطار هذا الوقت، استعرض مجموعة من الكتب والأفلام والمسرحيات في عمود «العقائد والتُحف» الأسبوعي، وهو عنوان مُنح لمجموعة من أعماله بعد وفاته. عاد ثوربر إلى باريس خلال هذه الفترة، وكتب في صحيفة شيكاغو تريبيون وغيرها من الصحف.

## روابط خارجية
- جيمس ثوربر على موقع IMDb (الإنجليزية)
- جيمس ثوربر على موقع الموسوعة البريطانية (الإنجليزية)
- جيمس ثوربر على موقع مونزينجر (الألمانية)
- جيمس ثوربر على موقع ميوزك برينز (الإنجليزية)
- جيمس ثوربر على موقع أول موفي (الإنجليزية)
- جيمس ثوربر على موقع قاعدة بيانات برودواي على الإنترنت (الإنجليزية)
- جيمس ثوربر على موقع قاعدة بيانات الأفلام السويدية (السويدية)
- جيمس ثوربر على موقع إن إن دي بي (الإنجليزية)
- جيمس ثوربر على موقع ديسكوغز (الإنجليزية)
- جيمس ثوربر على موقع قاعدة بيانات الفيلم (الإنجليزية)